# Lista de parques estaduais do Novo México
Lista de parques estaduais do Novo México, Estados Unidos.

## B
- Bluewater Lake State Park
- Bottomless Lakes State Park
- Brantley Lake State Park

## C
- Caballo Lake State Park
- Cimarron Canyon State Park
- City of Rocks State Park
- Clayton Lake State Park
- Conchas Lake State Park
- Coyote Creek State Park

## E
- Eagle Nest Lake State Park
- Elephant Butte Lake State Park
- El Vado Lake State Park

## F
- Fenton Lake State Park

## H
- Heron Lake State Park
- Hyde Memorial State Park

## L
- Leasburg Dam State Park
- Living Desert Zoo and Gardens State Park

## M
- Manzano Mountains State Park
- Morphy Lake State Park
- Mesilla Valley Bosque State Park

## N
- Navajo Lake State Park

## O
- Oasis State Park
- Oliver Lee Memorial State Park

## P
- Pancho Villa State Park
- Percha Dam State Park

## R
- Rio Grande Nature Center State Park
- Rockhound State Park
- Redrock State Park

## S
- Santa Rosa Lake State Park
- Storrie State Park
- Sugarite State Park
- Summer Lake State Park
- Spring Canyon State Park

## U
- Ute Lake State Park

## V
- Vietnam Veterans Memorial State Park
- Villanueva State Park